# Абергаури
Абергаури (англ. Abergowrie) — посёлок в Австралии, в штате Квинсленд, графство Хинчинбрук.

## География
Посёлок расположен недалеко от впадения пересыхающей реки Гаури-Крик в реку Херберт.

## История
Назван по угодью Абергаури, приобретённому Джеймсом Аткинсоном в собственность в 1883 году. Он придумал название, в котором использовал кельтское слово Aber (что означает слияние) и название крика Гаури, что указывало на местоположение у слияния Гаури-Крик с рекой Херберт.
В 1933 году был открыт сельскохозяйственный колледж Святой Терезы, принадлежащий римско-католической общине — Конгрегации христианских братьев.
Почтовое отделение в Абергаури открылось 1 мая 1953 года и было закрыто в 1974 году.

## Образование
В Абергаури есть две школы:
- Государственная школа Абергаури (государственная начальная школа с совместным обучением)
- Колледж св. Терезы (католическая средняя школа-интернат для мальчиков)